# Университет прикладных наук Кремса
Университет прикладных наук Кремса (нем. Fachhochschule Krems) — частный университет прикладных наук в Нижней Австрии. В 2020 году университет предлагал 17 программ бакалавриата, 10 программ магистратуры и 4 курса (около 40 % из них на английском языке), насчитывал около 2700 студентов, 560 преподавателей и более 140 университетов-партнеров в 50 странах.
С 1994 по 2002 год носил название «Международный центр менеджмента» (IMC).

## История
Университет основан в 1994 году как «Международный центр менеджмента» (International Management Center GmbH — IMC) после выхода закона об исследованиях прикладных наук (Fachhochschul-Studiengesetz) 1993 года, который разрешил частным образовательным учреждениям предоставлять университетские программы. Первой предлагаемой программой стал курс «Туризм и организация досуга» на английском языке.
В 1999 году была предложена программа «Экспортно-ориентированный менеджмент». В 2001 году были открыты курсы «Менеджмент в здравоохранении» и «Корпоративный менеджмент и управление электронным бизнесом» для малого и среднего бизнеса. В том же году начал работу курс «Медицинская и фармацевтическая биотехнология».
В апреле 2002 года был присвоен статус «Университета прикладных наук». Имеет организационно-правовую форму общества с ограниченной ответственностью, акционерами которого являются IMC Consulting GmbH (70 %) и город Кремс (30 %).
В марте 2003 года был открыт биотехнологический центр.
В 2005 году были открыты новые корпуса в кампусе Кремса. В 2006 году в учебную программу были добавлены курсы по физиотерапии и акушерству. В 2008 году университет запустил программу бакалавриата по продвинутой сестринской практике. В мае 2011 года был заложен фундамент нового крыла G1 в кампусе Кремс.
В сентябре 2011 года были добавлены пять магистерских программ — маркетинг и продажи, управление учреждениями здравоохранения, управление малым и средним бизнесом, менеджмент и регуляторные вопросы. В том же году стартовала новая программа бакалавриата по трудотерапии. В следующем году прошёл первый набор студентов по программе бакалавриата по общему медсестринскому делу, а также по программам магистратуры по экологическому и устойчивому менеджменту.
Программа бакалавриата по бизнес-администрированию началась в сентябре 2014 года, за ней последовала программа бакалавриата по международному винному бизнесу в сентябре 2015 года. В сентябре 2017 года стартовала магистерская программа по инновациям и трансформации цифрового бизнеса.
Осенью 2018 года стартовали три новые программы обучения: англоязычная программы бакалавриата по прикладной химии и две магистерские программы в сфере здравоохранения — «Продвинутая практика сестринского дела» и «Прикладные медицинские науки» .
Осенью 2019 года была введена англоязычная программа на степень бакалавра «Информатика»

## Исследования
Исследовательская деятельность Университета прикладных наук Кремса финансируется за счет исследовательских грантов и финансирования от компаний. «Центр индивидуальной терапии Йозефа Ресселя» является примером такой деятельности, финансируемой за счет такого гранта. «Научно-исследовательский институт прикладной биоаналитики и разработки лекарств» в основном занимается контрактными исследованиями для предприятий.

## Награды
- В 2016 году университет получил высшую оценку в категориях студенческой мобильности, международного академического персонала и программ изучения иностранных языков в инициированном ЕС глобальном рейтинге университетов U-Multirank. По состоянию на 2017 год U-Multirank сравнил около 1500 университетов и высших учебных заведений по всему миру.
- В 2016 году в рейтинге CHE англоязычные программы бакалавриата и магистратуры в области медицинской и фармацевтической биотехнологии 17 раз занимали лидирующие позиции в различных оцениваемых категориях. Рейтинг оценил 300 университетов и университетов прикладных наук в немецкоязычных странах по ряду критериев[6].